# Громыки (Уборковский сельсовет)
Громыки (бел. Грамыкі) — деревня в Уборковском сельсовете Лоевского района Гомельской области Беларуси.

## География

### Расположение
В 20 км на северо-запад от Лоева, 58 км от железнодорожной станции Речица (на линии Гомель — Калинковичи), 78 км от Гомеля.

### Гидрография
На юге мелиоративный канал, соединённый с рекой Брагинка (приток реки Днепр).

## Транспортная сеть
Транспортные связи по просёлочной, затем автомобильной дороге Брагин — Холмеч. Планировка состоит из прямолинейной улицы, ориентированной с юго-запада на северо-восток. Застройка редкая, деревянная, усадебного типа.

## История
Основана в XIX веке, когда жители из соседних деревень посредством крестьянского кредитного банка купили у помещика землю и поселились на ней. Согласно переписи 1897 года в Холмечской волости Речицкого уезда Минской губернии. В 1931 году организован колхоз. Согласно переписи 1959 года в составе совхоза имени В. И. Ленина (центр — деревня Уборок).

## Население

### Численность
- 1999 год — 10 хозяйств, 13 жителей.

### Динамика
- 1897 год — 24 двора, 111 жителей (согласно переписи).
- 1908 год — 33 двора, 170 жителей.
- 1930 год — 40 дворов, 224 жителя.
- 1959 год — 134 жителя (согласно переписи).
- 1999 год — 10 хозяйств, 13 жителей.